# Галерея «Jackiewicz»
Галерея «Jackiewicz» — приватна художня галерея, заснована у жовтні 2007 року в Ґданську (Польща), за ініціативи художника, професора і ректора (1969—1981 роки) Академії Мистецтв у Гданську Владислава Яцкевича. В галереї виставляються картини сучасних польських художників, в основному від студентів та випускників Гданського університету.